# الفرضية التكميلية
| *   | مصدر أصلي مستقل، D، مكتوب c. 600 قبل الميلاد، يشمل معظم سفر التثنية. |
| **  | مكتوب c. 540 قبل الميلاد كرد وإعادة صياغة للمصدر D.                  |
| *** | مكتوب c. 400 قبل الميلاد وهو تعديل للمصدر J بشكل كبير.               |

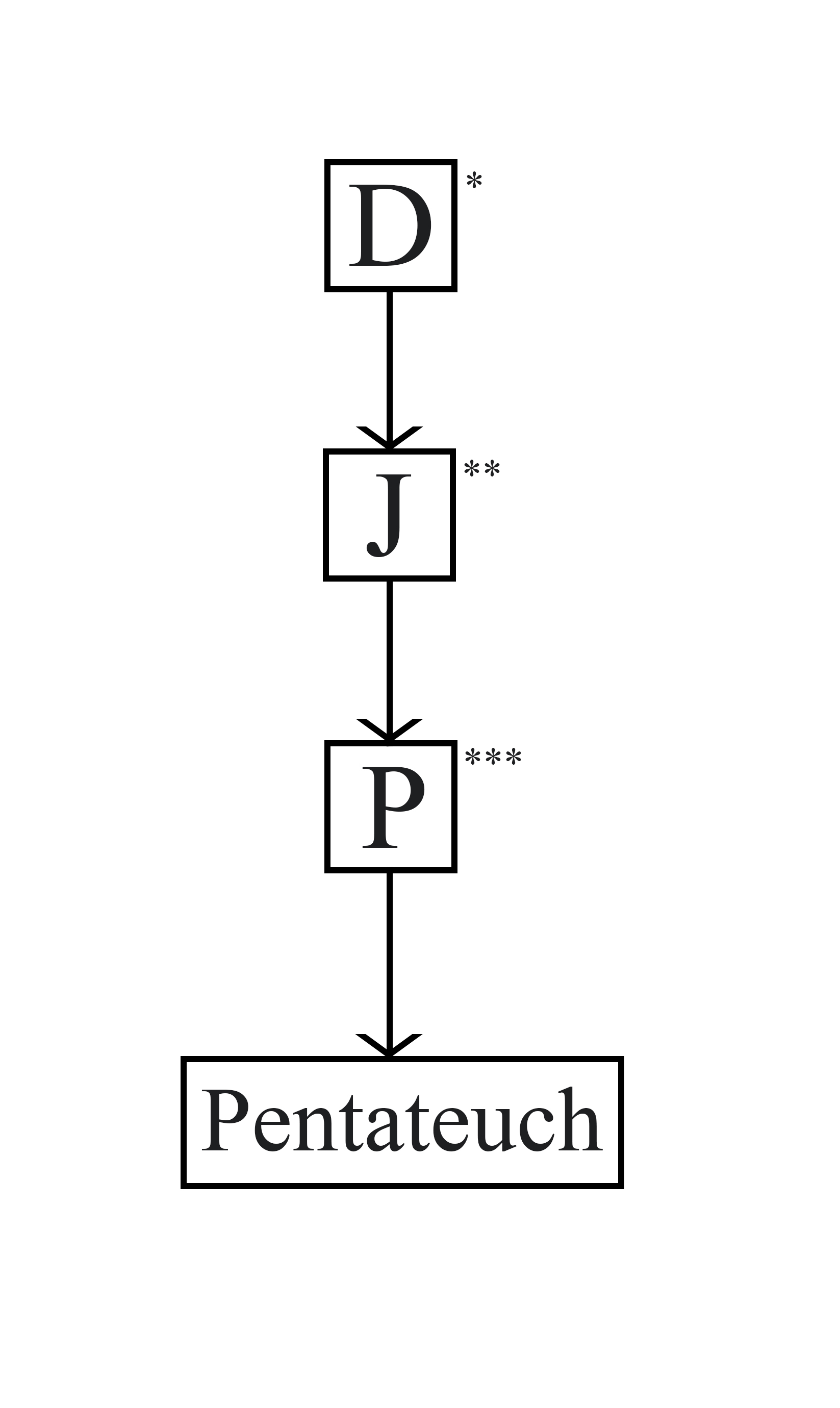

في الدراسات الكتابية، الفرضية التكميلية تقترح أن أسفار موسى الخمسة (الكتب الخمسة الأولى من الكتاب المقدس) قد نشأت من سلسلة من الإضافات المباشرة على محتوى موجود مسبقا. والفرضية هي بمثابة مراجعة للفرضية الوثائقية التي اقترحت أن روايات مستقلة وكاملة تم تجميعها في وقت لاحق عن طريق المحررين لخلق أسفار موسى الخمسة.
الفرضية التكميلية تم تطويرها على مدى القرنين 19 و20، مستمدة في المقام الأول من عدم الرضا بالفرضية الوثائقية، ووصلت إلى قمتها في عقد 1970 مع نشر أعمال جون فان سيترس، رولف ريندتورف، وهانز هاينريش شميد. في كتاب «مقدمة للكتاب المقدس»، يجادل كوغلر وHartin بأن «أعمال جون فان سيترس هي أفضل انعكاس لإحياء الفرضية التكميلية.»
يقبل فان سيترس في فرضيته بـ «ثلاثة مصادر أو طبقات أدبية في أسفار موسى الخمسة» والتي باتت تعرف باسم اليهوي (J)، الكهنوتي (P)، التثنوي (D). قام فان سيترس بترتيب المصادر زمنيا كـ "DJP".
- المصدر التثنوي (D) من المحتمل أنه قد كتب c. 700 قبل الميلاد.
- المصدر اليهوي (J) من المرجح أن كتابته كانت c. 600 قبل الميلاد.
- المصدر الكهنوتي (P) كان من المحتمل قد كتب c. 400 قبل الميلاد.

في حين أن هذه الفرضية ليست النسخة التنقيحية الوحيدة للفرضية الوثائقية، لكنها واحدة من عدد قليل من الفرضيات في طليعة الدراسات حول أسفار موسى الخمسة واقترحها العديد من العلماء.

## السياق التاريخي
في حين أن الوثائقيين حددوا تأليف أسفار موسى الخمسة بين 10 إلى 7 قرون قبل الميلاد، الفرضية التكميلية تحدد تأليف أسفار موسى الخمسة في وقت لاحق بين القرن السابع إلى الخامس. المحرك الرئيسي لهذا التقييم كان تطور فهم السياق التاريخي للإسرائيليين المبكرين. تشير تقديرات الكتاب المقدس إلى أن أقدم نشاط لبني إسرائيل في كنعان كان في القرن الثالث عشر، مع غزو يوشع. غير أن علماء الآثار لم يجدوا أي دليل على وجود شعب إسرائيلي في المنطقة في ذلك الوقت.
في الواقع، وجد علماء الآثار أن معظم الأماكن المشار إليها بالاسم في الكتاب المقدس، وأبرزها القدس، تعكس واقع القرن السابع، في فترات تالية لما هو مذكور بكثير. إذن لو -كما أشارت الأدلة الأثرية- لم يكن هناك مجموعة واضحة من «شعب إسرائيل» حتى القرن السابع، فإن تأليف أسفار موسى الخمسة من المرجح أنه قد حدث منذ القرن 7 وما تلاه.
النتائج الأثرية تسببت في رفض باحثي أسفار موسى الخمسة ادعاءات الفرضية الوثائقية بحدوث التأليف منذ القرن 10، وميلهم لفكرة حدوث التأليف في وقت لاحق، على النحو المبين في الفرضية التكميلية.